# Daniel Sjölin

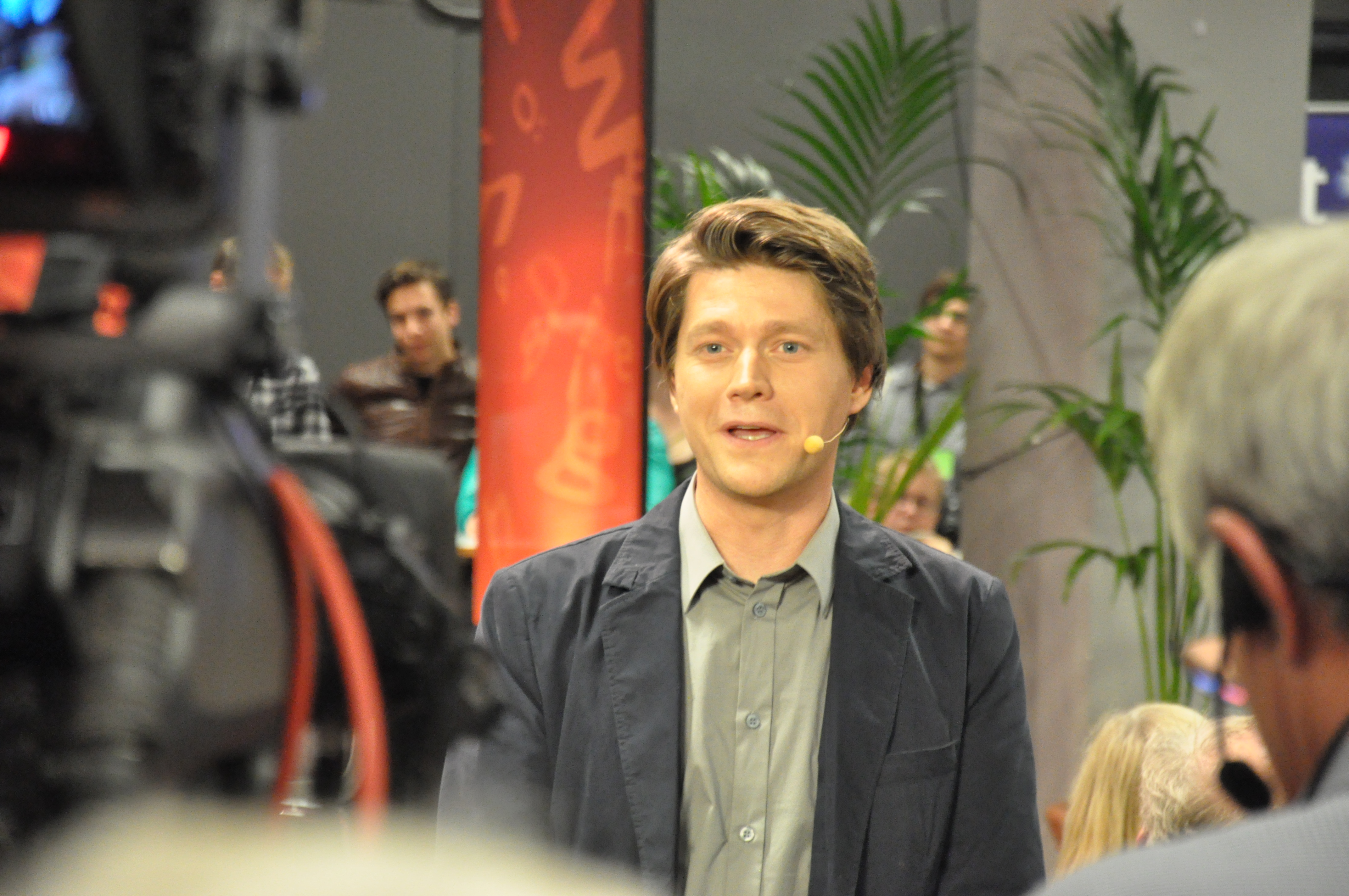
Daniel Sjölin i direktutsändning av Babel på Bokmässan i Göteborg 2011.

Daniel Kjell Sjölin, född 31 oktober 1977 i Bålsta i Håbo kommun, är en svensk författare och programledare.
Daniel Sjölin är författare och var under sju år programledare för litteraturprogrammet Babel i SVT. För det senare tilldelades han 2008 Örjan Lindbergerpriset för att ha gjort "den goda litteraturen tillgänglig för en bred publik". Han har även varit litteraturkritiker för Svenska Dagbladet och BLM, samt redaktör för tidskriften Lyrikvännen.
Sjölin nominerades till Augustpriset 2007 för Världens sista roman .
Sjölin skriver tillsammans med Jerker Virdborg under författarpseudonymen Michael Mortimer. Hittills har tre delar kommit ut, Jungfrustenen, Fossildrottningen och Blodssystrar, i en serie planerad till sex delar.
Under våren 2017 barnboksdebuterade han med bilderboken Stormen och monstertrucken, som är illustrerad av Simon Jannerland. 2018 efterträdde han Eric Schüldt som programledare för SVT:s Idévärlden.
Den 9 juli 2012 var Sjölin sommarpratare i Sveriges Radio P1. Samma år blev han hedersdoktor vid humanistiska fakulteten vid Göteborgs universitet.
Våren 2021 och våren 2022 var han en av de tävlande i SVT:s frågesportprogram Kulturfrågan Kontrapunkt.
Han har en relation med författaren Helena Granström och tillsammans har de två barn. Han har även tre barn från ett tidigare äktenskap.

## Priser och utmärkelser
- Borås tidnings debutantpris 2003 för Oron bror
- Bernspriset 2006 för Personliga pronomen
- Örjan Lindbergerpriset 2008